# Денис Локтев
Денис Локтев (хебр. דניס לוקטב; Ашдод, 4. јун 2000) израелски је пливач чија специјалност су трке слободним стилом. Вишеструки је национални првак и рекордер и некадашњи европски јуниорски првак у трци штафета на 4×200 слободно. 

## Спортска каријера
Локтев је започео међународну пливачку каријеру 2016, учешћем на Европском јуниорском првенству у мађарском Ходмезевашархељу, где је освојио бронзану медаљу у трци штафета на 4×200 слободно. Успешне наступе имао је и на наредна два јуниорска континентална првенства, а јуниорску каријеру је окончао освајањем бронзане медаље у трци на 200 метара слободним стилом на Олимпијским играма младих у Буенос Ајресу 2018. године.
Прво велико међународно такмичење у сениорској конкуренцији било је светско првенство у Будимпешти 2017, где је пливао за обе израелске штафете слободним стилом (4×100 и 4×200 метара). У децембру исте године по први пут је наступио и на Европском првенству у малим базенима у данском Копенхагену.  
На светском првенству у корејском Квангџуу 2019. се такмичио у три дисциплине. Најбољи појединачни резултат остварио је у квалификацијама трке на 400 слободно, које је окончао на 28. месту, док је трку на 200 слободно завршио на 30. позицију. Пливао је и за израелску штафету на 4×200 слободно које је у квалификацијама испливала укупно десето време, а резултат од 7:11,99 минута је био уједно и нови национални рекорд Израела. Поред Локтева који је пливао у првој измени, за штафету Израела у квалификацијама су наступили још и Данијел Намир, Томер Франкел и Гал Коен Груми.